# دیوانگان خمیر
دیوانگان خمیر (انگلیسی: Dough Nuts) یک فیلم کمدی صامت کوتاه به کارگردانی آروید ئی. گیلستورم است که در سال ۱۹۱۷ منتشر شد. از بازیگران این فیلم می‌توان به اولیور هاردی، بیلی وست، اتل برتون، باد راس، فلورنس مک‌لاکلین و لئو وایت اشاره کرد.